# Gmina Skive (1970–2006)
Gmina Skive (duń. Skive Kommune) – w latach 1970–2006 (włącznie) jedna z gmin w Danii w ówczesnym okręgu Viborg Amt. 
Siedzibą władz gminy było miasto Skive. 
Gmina Skive została utworzona 1 kwietnia 1970 na mocy reformy podziału administracyjnego Danii. Po kolejnej reformie w 2007 r. weszła w skład nowej gminy Skive.

## Dane liczbowe
- Liczba ludności: (♀ 14 044 + ♂ 13 875) = 27 919
  - wiek 0-6: 8,6%
  - wiek 7-16: 12,5%
  - wiek 17-66: 65,1%
  - wiek 67+: 13,7%
- zagęszczenie ludności: 121,4 osób/km²
- bezrobocie: 4,9% osób w wieku 17-66 lat
- cudzoziemcy z UE, Skandynawii i USA: 69 na 10 000 osób
- cudzoziemcy z krajów Trzeciego Świata: 220 na 10 000 osób
- liczba szkół podstawowych: 10 (liczba klas: 165)